# Palazzo Madama (Roma)
O Palazzo Madama em Roma é um palácio italiano localizado no rione Sant'Eustachio em Roma. Actualmente acolhe o Senado da República Italiana.

## História

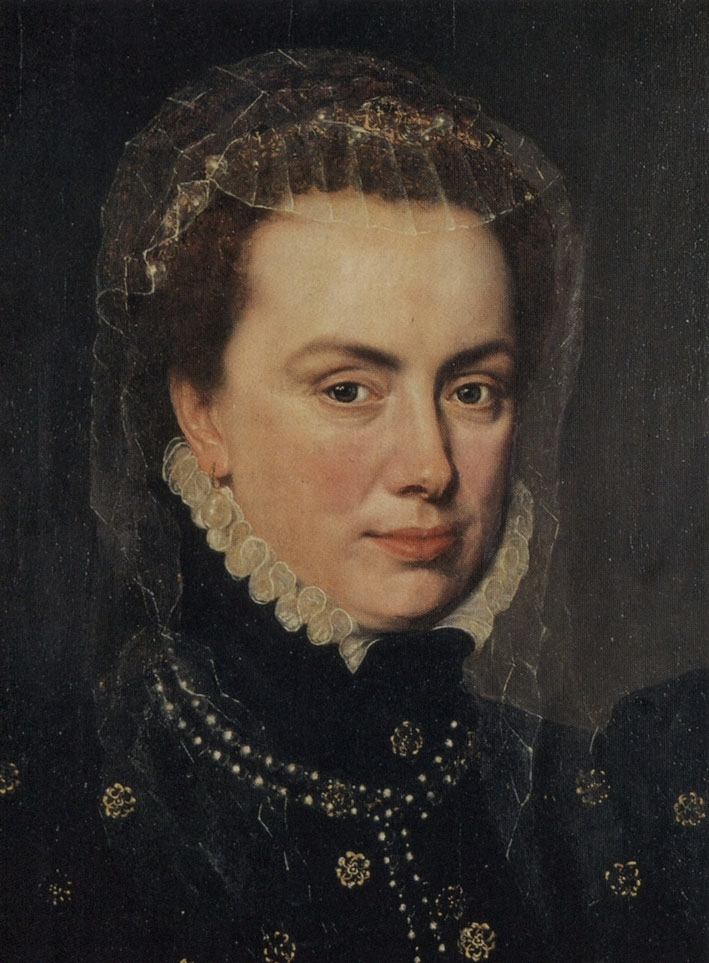
Margarida de Parma

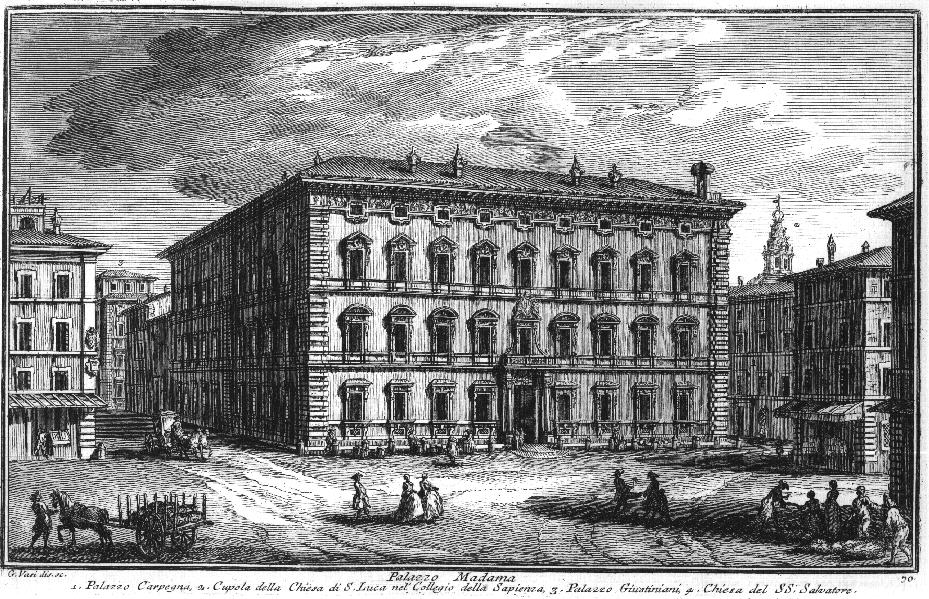
O Palazzo Madama em Roma no século XVIII

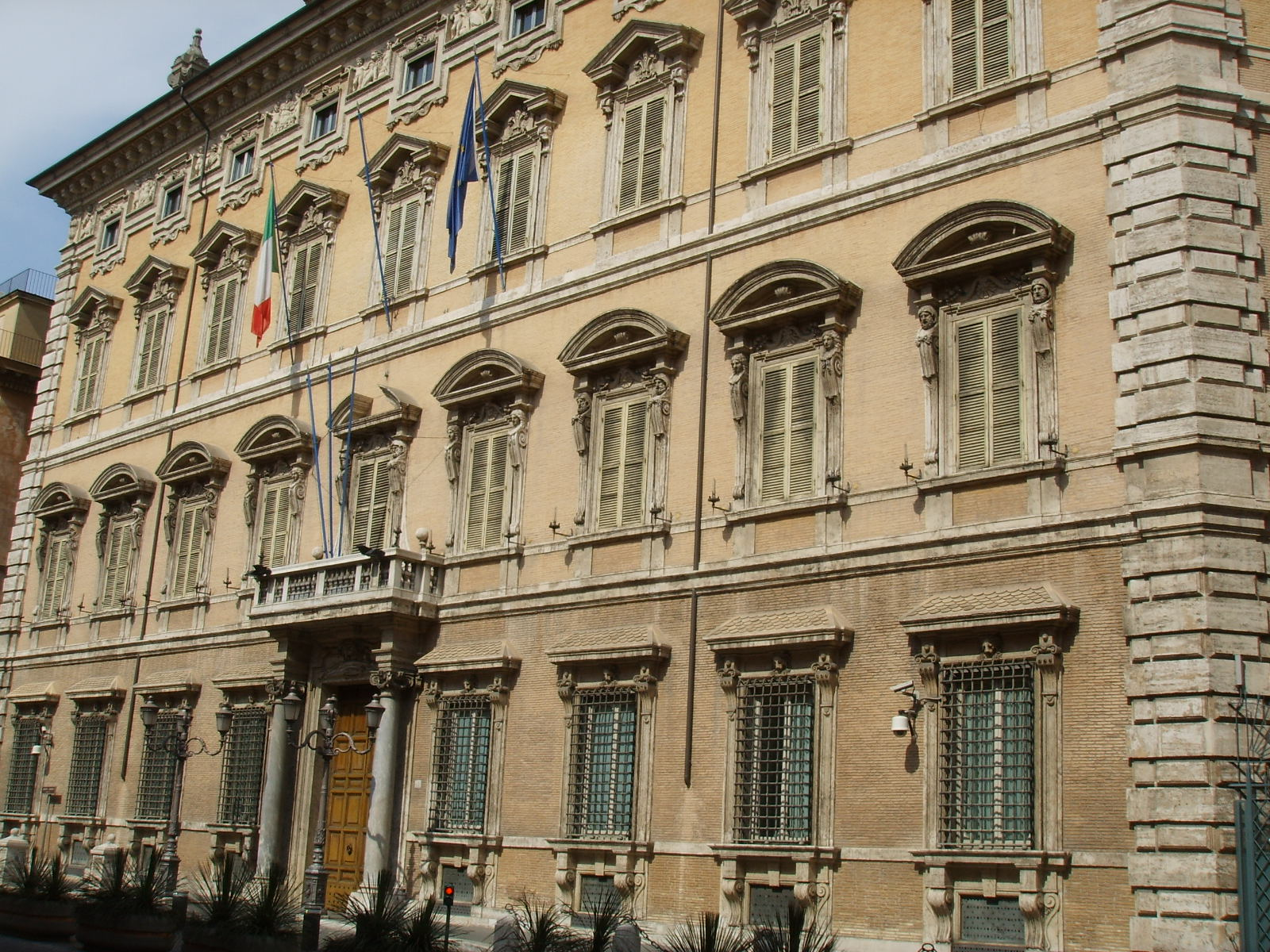
Fachada do Palazzo Madama em Roma

A história da actual sede do senado da república teve início no final do século XV, durante o pontificado do papa Sisto IV, uma época em que Roma se preparava para deixar de ser um burgo medieval e passar a ser uma cidade moderna.
O terreno onde surgiu o Palazzo Madama - sobre o qual, na época, ainda eram visíveis vestígios romanos e torres medievais - pertenceu durante quase cinco séculos aos monges beneditinos de Farfa. Estes cederam-no ao governo francês, o qual, por sua vez, deu ao bispo Sinulfo parte do terreno entre a Torre dei Crescenzi e as Termas de Nero, no qual seria fundado o núcleo originário do palácio.
O edifício foi concluido em 1505 pelo cardeal Giovanni de Médici, filho de Lourenço o Magnífico e futuro papa Leao X. Leão X fez deste palácio a sede romana da influente família e um dos centros de irradiação da cultura humanista. Ali esteve frequentemente Catarina de Médici, futura rainha da França e ilustre protagonista da cena política europeia nos vinte anos seguintes à morte do seu marido, Henrique II de França, ocorrida em 1559. No entanto, foi Margarida de Parma quem deixou o seu nome ligado ao palácio. Margarida, viúva do seu primeiro marido, Alexandre de Médici, casou em segundas núpcias com Octávio Farnésio e permaneceu muito tempo no palácio. Desta forma, parte da colecção de arte da família Médici foi herdada pela família Farnésio. O edifício recebeu, então, o nome de Palazzo Madama, que ainda conserva, à semelhança do que aconteceu com a Villa Madama.
A actual fachada foi construída em meados da década de 1650 por Cigoli e Paolo Maruscelli. O último acrescentou a cornija ornamentada e os estranhos vasos decorativos do telhado.
Com a decadência política dos Médici e a extinção da família, o palácio passou para a posse dos Lorena e, mais tarde, do papa Benedito XIV, que ali fez a sede do governo pontifício. Em 1849, o papa Pio IX transferiu para o edifício o Ministério das Finanças e do Débito Público (sem excluir a direcção do Loto: a extracção dos números tinha lugar na loggia exterior) e os Correios Pontifícios. Naquele período foram empreendidos vários trabalhos de restauro e, em Fevereiro de 1853, teve lugar a cerimónia de inauguração dos novos gabinetes. Mas a história dos Estados Pontifícios estava a chegar ao seu crepúsculo, pelo que, menos de vinte anos depois, o palácio passaria a hospedar o Senado do Reino de Itália.
No imaginário popular, as histórias das duas damas a que se referem o Palazzo Madama em Roma e o Palazzo Madama em Turim estão interligadas e confundem-se, ao ponto de por vezes se acreditar que uma única "Madama" está ligada aos dois palácios. Trata-se, na realidade, de duas figuras distintas, as quais encarnaram épocas e realidades profundamente diversas: de um lado, a Madama de Roma, Margarida de Parma, filha natural de Carlos V, a qual traz à mente o Renascimento, a influência dos Médici e os laços daquela família com o papado e o Sacro Império Romano-Germânico; do outro, a Madama de Turim, Cristina Maria da França, encarnando esta um período no qual, cerca de um século depois, o Ducado de Saboia viveu um período de grande sujeição à França.

## O Salão Cavour
No centro do teto ao caixão antigo é o trabalho  oval  um dos maiores pintores da história italiana Giambattista Pittoni (1687-1767), intitulado  Baco e Ariadne . A sala está disponível para os membros das sessões, e às vezes tem lugar no Conselho de Ministros.